# Hibbertia malacophylla
Hibbertia malacophylla är en tvåhjärtbladig växtart som beskrevs av Toelken. Hibbertia malacophylla ingår i släktet Hibbertia och familjen Dilleniaceae. Inga underarter finns listade i Catalogue of Life.